# Xerula eradicata
Xerula eradicata är en svampart som först beskrevs av Károly Kalchbrenner, och fick sitt nu gällande namn av R.H. Petersen 2008. Xerula eradicata ingår i släktet Xerula och familjen Physalacriaceae.   Inga underarter finns listade i Catalogue of Life.